# Albumy numer jeden w roku 2005 (Japonia)
Notowanie Weekly Album Chart (jap. 週間アルバムランキング Shūkan Arubamu Chāto) przedstawia najlepiej sprzedające się albumy w Japonii. Publikowane jest ono przez magazyn Oricon Style, a dane skompletowane zostały przez Oricon w oparciu o cotygodniowe wyniki sprzedaży fizycznej albumów. Poniżej znajdują się tabele prezentujące najpopularniejsze albumy w danych tygodniach w roku 2005.

## Oricon Weekly Album Chart
| Data            | Album                                                                                           | Wykonawca              | Źródło |
| --------------- | ----------------------------------------------------------------------------------------------- | ---------------------- | ------ |
| 3 stycznia      | KinKi Single Selection II                                                                       | KinKi Kids             | [ 1 ]  |
| 10 stycznia     | wstrzymanie publikacji                                                                          | wstrzymanie publikacji | [ 1 ]  |
| 17 stycznia     | PERFECT BEST                                                                                    | Exile                  | [ 1 ]  |
| 24 stycznia     | Souvenir (jap. スーベニア)                                                                      | Spitz                  | [ 1 ]  |
| 31 stycznia     | -Ballad Best Singles- WHITE ROAD                                                                | Glay                   | [ 1 ]  |
| 7 lutego        | Hot Chemistry                                                                                   | Chemistry              | [ 1 ]  |
| 14 lutego       | BEST OF SOUL                                                                                    | BoA                    | [ 1 ]  |
| 21 lutego       | Early Times                                                                                     | Love Psychedelico      | [ 1 ]  |
| 28 lutego       | Early Times                                                                                     | Love Psychedelico      | [ 1 ]  |
| 7 marca         | joy                                                                                             | Yuki                   | [ 1 ]  |
| 14 marca        | Yume no naka no massugu na michi (jap. 夢の中のまっすぐな道)                                    | Aiko                   | [ 1 ]  |
| 21 marca        | MUSIC                                                                                           | Mika Nakashima         | [ 1 ]  |
| 28 marca        | MUSIC                                                                                           | Mika Nakashima         | [ 1 ]  |
| 4 kwietnia      | Def Tech                                                                                        | Def Tech               | [ 1 ]  |
| 11 kwietnia     | Def Tech                                                                                        | Def Tech               | [ 1 ]  |
| 18 kwietnia     | THE CIRCLE                                                                                      | B’z                    | [ 1 ]  |
| 25 kwietnia     | E ~Complete A side Singles~                                                                     | Zone                   | [ 2 ]  |
| 2 maja          | THUMPχ                                                                                          | Porno Graffitti        | [ 2 ]  |
| 9 maja          | touch                                                                                           | NEWS                   | [ 2 ]  |
| 16 maja         | Def Tech                                                                                        | Def Tech               | [ 2 ]  |
| 23 maja         | Make Progress                                                                                   | Nami Tamaki            | [ 2 ]  |
| 30 maja         | Def Tech                                                                                        | Def Tech               | [ 2 ]  |
| 6 czerwca       | Don’t Believe the Truth (jap. ドント・ビリーヴ・ザ・トゥルース)                                 | Oasis                  | [ 2 ]  |
| 13 czerwca      | ageha                                                                                           | w-inds.                | [ 2 ]  |
| 20 czerwca      | Home [1997−2000]                                                                                | Yuzu                   | [ 2 ]  |
| 27 czerwca      | Sō ka na (jap. そうかな)                                                                        | Kazumasa Oda           | [ 2 ]  |
| 4 lipca         | Awake                                                                                           | L’Arc-en-Ciel          | [ 2 ]  |
| 11 lipca        | Ketsunopolis 4 (jap. ケツノポリス4)                                                             | Ketsumeishi            | [ 2 ]  |
| 18 lipca        | Ketsunopolis 4 (jap. ケツノポリス4)                                                             | Ketsumeishi            | [ 2 ]  |
| 25 lipca        | Ketsunopolis 4 (jap. ケツノポリス4)                                                             | Ketsumeishi            | [ 2 ]  |
| 1 sierpnia      | Kūsō Clip (jap. 空創クリップ)                                                                   | Sukima Switch          | [ 2 ]  |
| 8 sierpnia      | SAMPLE BANG!                                                                                    | SMAP                   | [ 2 ]  |
| 15 sierpnia     | One                                                                                             | Arashi                 | [ 2 ]  |
| 22 sierpnia     | DISCO-ZONE ~Koi no ma ya hi~ (jap. DISCO-ZONE 〜恋のマイアヒ〜)                                 | O-Zone                 | [ 2 ]  |
| 29 sierpnia     | DISCO-ZONE ~Koi no ma ya hi~ (jap. DISCO-ZONE 〜恋のマイアヒ〜)                                 | O-Zone                 | [ 2 ]  |
| 5 września      | BEAT SPACE NINE                                                                                 | m-flo                  | [ 2 ]  |
| 12 września     | Good Job! (jap. グッジョブ)                                                                     | Rip Slyme              | [ 2 ]  |
| 19 września     | Rio de Emocion                                                                                  | Dragon Ash             | [ 2 ]  |
| 26 września     | Have a Nice Day (jap. ハヴ・ア・ナイス・デイ)                                                   | Bon Jovi               | [ 2 ]  |
| 3 października  | I ♥ U                                                                                           | Mr. Children           | [ 2 ]  |
| 10 października | Best ~first things~                                                                             | Kumi Kōda              | [ 2 ]  |
| 17 października | Killer Street (jap. キラーストリート)                                                           | Southern All Stars     | [ 2 ]  |
| 24 października | ИATURAL                                                                                         | Orange Range           | [ 2 ]  |
| 31 października | ИATURAL                                                                                         | Orange Range           | [ 2 ]  |
| 7 listopada     | Number 1’s (jap. ナンバーワンズ)                                                                | Destiny’s Child        | [ 2 ]  |
| 14 listopada    | Kidō Senshi Gundam SEED DESTINY COMPLETE BEST (jap. 機動戦士ガンダムSEED DESTINY COMPLETE BEST) | Różni artyści          | [ 2 ]  |
| 21 listopada    | Japana-rhythm                                                                                   | Bennie K               | [ 2 ]  |
| 28 listopada    | H album -H・A・N・D-                                                                            | KinKi Kids             | [ 2 ]  |
| 5 grudnia       | Ken Hirai 10th Anniversary Complete Single Collection '95-'05: Utabaka                          | Ken Hirai              | [ 2 ]  |
| 12 grudnia      | B’z The Best „Pleasure II”                                                                      | B’z                    | [ 2 ]  |
| 19 grudnia      | BEST                                                                                            | Mika Nakashima         | [ 2 ]  |
| 26 grudnia      | LOVE COOK                                                                                       | Ai Ōtsuka              | [ 2 ]  |